# برو إيفليوشن سوكر 2008
برو إفليوشن سوكر 2008 (بالإنجليزية: Pro Evolution Soccer 2008)‏ وهي لعبة فيديو إلكترونية في كرة قدم تُسَمى وينينج إيلافن في كوريا واليابان وهي جزء من لعبة برو إفولوشن سوكر بواسطة شركة كونامي أُطلِقَت في يوم 18 يونيو 2007 وهذه اللعبة تختلف عن إي أيه سبورتس وألتي تطلق من قبل فيفا، هذه اللعبة تم إطلاقها في مايكروسوفت ويندوز ووي وننتندو دي إس وبلاي ستيشن 3 وبلاي ستيشن 2 وبلاي ستيشن بورتبل وإكس بوكس 360، ويظهر على غلاف اللعبة صورة اللاعب البُرتُغالي كريستيانو رونالدو بزي منتخب البرتغال لكرة القدم واللاعب الإنكليزي مايكل أوين بزي نادي نيوكاسل يونايتد.

## وصلات خارجية
- Konami Europe Website نسخة محفوظة 13 يونيو 2007 على موقع واي باك مشين.
- Pro Evolution Soccer 2008 (PlayStation 3, Wii, Windows, Xbox 360) على موبي غيمز
- Pro Evolution Soccer 2008 (PlayStation 2, PSP) على موبي غيمز